# Arthur Harnden
Arthur Harold "Art" Harnden (Yoakum, 20 de maio de 1924) é um ex-atleta e campeão olímpico norte-americano.
Velocista, ficou na quarta colocação na seletiva norte-americana dos 400 m rasos para os Jogos Olímpicos de 1948 em Londres. Fora dos 400 m individuais, que só permite três atletas de cada país, integrou o revezamento 4x400 m junto com Malvin Whitfield, Roy Cochran e Cliff Bourland que conquistou a medalha de ouro com a marca de 3min10s4.